# Marian Weralski

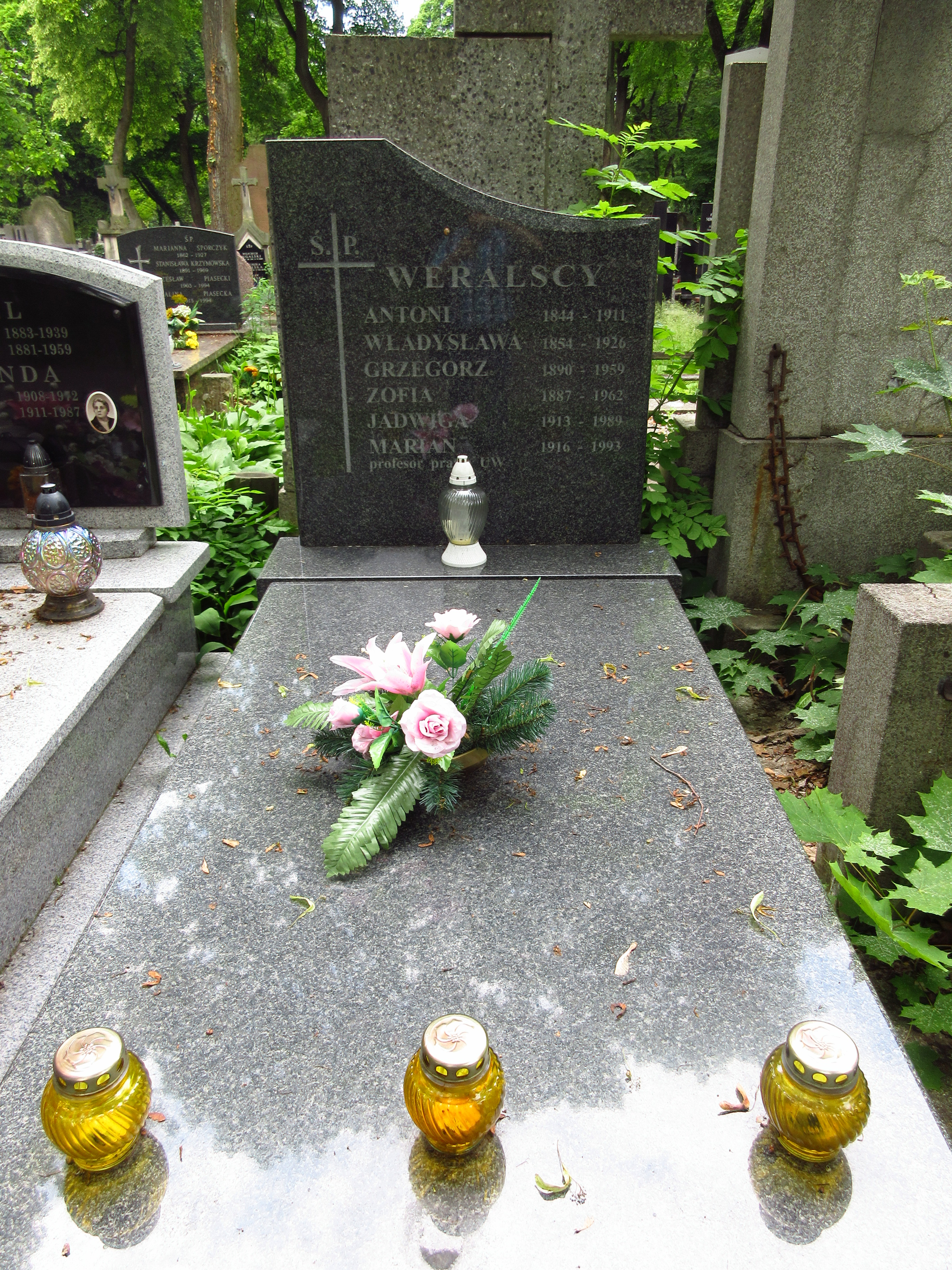
Grób profesora Mariana Weralskiego na cmentarzu Bródnowskim.

Marian Weralski (ur. 10 grudnia 1916 w Warszawie, zm. 13 grudnia 1993 tamże) – polski prawnik, profesor nauk prawnych, nauczyciel akademicki Uniwersytetu Warszawskiego, w latach 1972–1975 dziekan Wydziału Prawa i Administracji Uniwersytetu Warszawskiego, specjalista w zakresie prawa finansowego.

## Życiorys
W 1938 ukończył studia prawnicze na Uniwersytecie Warszawskim, następnie pracował w spółdzielczości.
W 1949 obronił rozprawę doktorską i podjął pracę na macierzystej uczelni. Habilitował się w 1958, w 1964 został mianowany profesorem nadzwyczajnym, a w 1970 profesorem zwyczajnym nauk prawnych, specjalizował się w zakresie prawa finansowego. W latach 1959–1965 był kierownikiem Katedry Prawa Finansowego i prodziekanem, w latach 1972–1975 dziekanem Wydziału Prawa i Administracji Uniwersytetu Warszawskiego. W latach 1965–1977 członek Senatu Uniwersytetu Warszawskiego. Członek Komitetu Nauk Prawnych PAN. W 1975 był wykładowcą Uniwersytetu w Paryżu.
Pochowany na cmentarzu Bródnowskim w Warszawie (kwatera 45A-1-6).
Upamiętnia go praca zbiorowa: Ius fiscale. Studia z dziedziny prawa finansowego. Księga pamiątkowa dedykowana profesorowi Marianowi Weralskiemu (red. nauk. Hanna Litwińczuk, Warszawa 2012) ISBN 978-83-269-1432-4.

## Ordery i odznaczenia[5]
- Krzyż Kawalerski Orderu Odrodzenia Polski (25 listopada 1947)[6]
- Medal 30-lecia Polski Ludowej
- Medal 10-lecia Polski Ludowej (19 stycznia 1955)[7]
- Odznaka tytułu honorowego „Zasłużony Nauczyciel PRL”

## Wybrane publikacje
- Finanse publiczne i prawo finansowe (1984)
- Współczesne systemy podatkowe : (zarys porównawczego prawa podatkowego) (1979)
- Finanse i prawo finansowe (1978)
- Polskie prawo finansowe (1964, 1966, 1976, 1978)
- Tendances du développement des systèmes fiscaux dans les pays socialistes (1978)
- Socjalistyczne instytucje finansowe (1973)|
- Polityka budżetowa (1971)
- Finansy Pol'skoj Narodnoj Respubliki (M. Veral'skij ; pod red. A. M. Aleksandrova i K. N. Plotnikova, 1971)
- Prawnofinansowe zagadnienia przedsiębiorstw socjalistycznych (1969)
- Prawo finansowe (współautor: Jerzy Harasimowicz, 1967)
- Socjalistyczne instytucje budżetowe (1966)
- Le budget dl la République Populaire de Pologne : son rôle, sa structure et sa technique (1965)
- Zagadnienia systemu podatkowego w państwach socjalistycznych (1965)
- Le développement du système financier des entreprises d'état en Pologne (1963)
- Rola budżetu w planowaniu gospodarczym (1963)
- Kierunki reformy polskiego systemu podatkowego (1960)
- Finanse i kredyt Polskiej Rzeczypospolitej Ludowej. Cz. 2 (1957)
- System finansowy spółdzielczości (1957)
- Finanse i kredyt Polskiej Rzeczypospolitej Ludowej. Cz. 1 (1957)
- Finanse i kredyt Polskiej Rzeczypospolitej Ludowej. Cz. 1, Wiadomości wstępne i system finansowy przedsiębiorstw socjalistycznych (1955)
- Finanse i kredyt Polskiej Rzeczypospolitej Ludowej. Cz. 2, System budżetowy (1955)
- Budżet Polskiej Rzeczypospolitej Ludowej : opracowanie popularno-naukowe (1955)
- O gospodarce finansowej przedsiębiorstwa socjalistycznego (1954)
- System finansowy wiejskiej spółdzielczości spożywców w Związku Radzieckim (1950)
- Ustawodawstwo pracy do użytku spółdzielni (1948)
- Czekamy na ciebie (1947)
- Ustawodawstwo pracy do użytku spółdzielni (1947)
- Ustawodawstwo spółdzielcze. Cz. 1, Zasady ogólne (1945)
- Ustawodawstwo spółdzielcze. Cz. 2, Władze spółdzielni (1945)
- Ustawodawstwo spółdzielcze. Cz. 3, Rachunkowość (1945)
- Prawo rzeczowe i hipoteczne (1945)
- Ubezpieczenia prywatne (1945)
- Prawo handlowe i przemysłowe w zastosowaniu do spółdzielni (1945)
- Prawo wekslowe i czekowe (1945)
- Postępowanie sądowe (1945)
- Postępowanie egzekucyjne i zabezpieczające (1945)
- Ustawodawstwo pracy. Cz. 1, Zawarcie i rozwiązanie umowy o pracę (1945)
- Ustawodawstwo pracy. Cz. 2, Uprawnienia i obowiązki pracowników i pracodawców (1945)
- Ustawodawstwo pracy. Cz. 4, Czas pracy (1945)
- Zobowiązania. Cz. 1 (1945)
- Zobowiązania. Cz. 2 (1945)
- System instytucji prawno-finansowych PRL. T. 5, Instytucje systemu pieniężno-kredytowego i ubezpieczeń (red. nauk., 1990)
- System instytucji prawno-finansowych PRL. T. 4, Instytucje socjalistycznych jednostek gospodarczych (red. nauk., 1987)
- System instytucji prawno-finansowych PRL. T. 3, Instytucje budżetowe. Cz. 2, Dochody i wydatki budżetu (red. nauk., 1985)
- System instytucji prawno-finansowych PRL. T. 2, Instytucje budżetowe. Cz. 1 (red. nauk., 1982)
- System instytucji prawno-finansowych PRL. T. 1, Instytucje ogólne (red. nauk., 1982)
- Systemy dochodów budżetowych od państwowych przedsiębiorstw przemysłowych w państwach socjalistycznych Cz. 2 (red. nauk., 1976)
- Finansovoe pravo evropejskih socialističeskih stran (1976)
- Systemy dochodów budżetowych od państwowych przedsiębiorstw przemysłowych w państwach socjalistycznych : [stan prawny obowiązujący w dniu 1 czerwca 1974 r.] : praca zbiorowa (red., 1975)
- Prawo finansowe (współautor: Leon Kurowski, 1968, 1969, 1970, 1973)
- Podstawowe zagadnienia prawa spółdzielczego w Polsce : konferencja naukowa Spółdzielczego Instytutu Badawczego, Warszawa 11 VI 1966 (współredaktorzy naukowi: Kazimierz Pietrzak-Pawłowski, Henryk Skiba, 1966)[8]